# Leonard Górka
Leonard Górka (ur. 29 listopada 1936 w Cieszynie) – polski ksiądz katolicki, teolog, ekumenista, członek Zgromadzenia Słowa Bożego (księża werbiści). 

## Życiorys
Absolwent Wyższego Seminarium Misyjnego Księży Werbistów i Wydziału Teologii Katolickiego Uniwersytetu Lubelskiego. Doktorat w 1979. Doktor habilitowany teologii, emerytowany profesor KUL. W latach 2002–2008 pełnił funkcję dyrektora Instytutu Ekumenicznego KUL. 
Badał tradycję cyrylo-metodiańską i teologię jedności.
W 2008 ukazała się księga jubileuszowa na jego cześć pt. Różnić się w zgodzie. Księga pamiątkowa dedykowana księdzu profesorowi Leonardowi Górce SVD z okazji 40-lecia pracy naukowo-dydaktycznej (Pieniężno-Lublin 1968–2008), red. Sławomir Pawłowski, Lublin 2008. Za wybitne osiągnięcia na polu naukowym i dydaktycznym w dziedzinie zbliżenia ekumenicznego w grudniu 2009 r. został laureatem Nagrody im. Św. Brata Alberta Adama Chmielowskiego.

## Wybrane publikacje
- Dziedzictwo Ojców. Ekumeniczny charakter tradycji welehradzkiej, Warszawa 1995
- Święci Cyryl i Metody a pojednanie. Słowiańskie dziedzictwo w służbie jedności i Kościołów, Warszawa 2001
- Ekumeniczna odpowiedzialność na progu trzeciego tysiąclecia, (red. wspólnie z Sławomirem Pawłowskim), Lublin 2003